# اتو اندرسون
اتو اندرسون (انگلیسی: Otto Andersson; ۷ مهٔ ۱۹۱۰ – ۸ نوامبر ۱۹۷۷) بازیکن فوتبال اهل سوئد بود.
از باشگاه‌هایی که در آن بازی کرده‌است می‌توان به باشگاه فوتبال اورگریته اشاره کرد.
وی همچنین در تیم ملی فوتبال سوئد بازی کرده‌است.